# Liste des abbés de Baume-les-Messieurs
Cette liste reprend les différents abbés connus de l'abbaye Saint-Pierre de Baume-les-Messieurs dans le Jura. Les données proviennent de l'ouvrage :

R. Locatelli, P. Gresser et alii, L'abbaye de Baume-les-Messieurs, éditions Marque Maillard, Dole, 1978, p. 242-243.

## Liste desabbésde l'abbaye Saint-Pierre de Baume-les-Messieurs
| Xe siècle       |                                    | |
| 904-926         | Bernon                             | Premier abbé de Cluny |
| 926-?           | Guy Ier                            | |
| XIe siècle      |                                    | |
| 1040-1078/83    | Bernard Ier                        | |
| 1063            | Gunzon                             | Il signe une charte lors du Concile de Saint-Marcel en 1063 et figure au nécrologe de Marcigny. Il passe ses vieux jours à Cluny, où il aurait vu en songe saint Pierre, qui lui demandait de dire à l'abbé de Cluny, Hugues de Semur, de bâtir une nouvelle église et lui en montrait le plan : c'est l'origine de l'abbatiale dite Cluny III. |
| 1089            | Hugues Ier                         | |
| XIIe siècle     |                                    | |
| v. 1104         | Bernard II                         | |
| 1107-1139       | Albéric ou Aubri                   | |
| 1143            | Guy                                | |
| ?               | Humbert                            | |
| 1186-1188       | Hugues III                         | |
| 1190-1191       | Ponce                              | |
| XIIIe siècle    |                                    | |
| 1200-1217       | Thiébaud                           | Ancien prieur de Cluny |
| Av. 1218        | Étienne                            | |
| 1227-1234       | Ponce de Moysie                    | |
| 1234            | Étienne                            | Élu probablement illégalement. |
| 1235            | Simont                             | Élu probablement illégalement. |
| 1234-1236       | Ponce                              | |
| 1239-1251       | Odon ou Eude                       | |
| 1262            | Guy                                | |
| 1263            | Aimé ou Aymon                      | |
| 1265-1269       | Jean                               | |
| 1272-1273       | Aimé                               | |
| 1274-1300       | Renaud                             | Ancien prieur de Vaucluse, il démissionne |
| XIVe siècle     |                                    | |
| 1300-1321       | Simon de Goucans                   | il quitte cette fonction en devenant évêque d'Amiens. Il meurt en 1325. |
| 1321-1332       | Jean d’Eternoz                     | Il meurt en 1341 |
| 1332-1349       | Jean III de Montsaugeon            | |
| 1349-1352       | Guy de Gillans                     | |
| 1352-1369       | Richard de Montjoye                | |
| 1369-1389       | Jean IV de Molpré                  | |
| XVe siècle      |                                    | |
| 1389-1431       | Amé de Chalon                      | |
| 1440-1450       | Henri de Salins                    | |
| 1449            | Guillaume Ier de Chassault         | Il fut mentionné comme abbé mais il ne semble pas réellement exercé cette fonction |
| 1452-?          | Étienne II de Chassault            | |
| 1462/64-1480/84 | Louis de Chassault                 | |
| 1482-1484       | Philibert Hugonet                  | Évêque de Mâcon en 1472 et cardinal en 1477. |
| 1484-1488       | Claude Ier Morel                   | |
| 1489-?          | Étienne III Voiturier              | |
| 1494-1497       | Giovanni Michiel                   | cardinal de Saint-Ange |
| XVIe siècle     |                                    | |
| 1497-1522       | Guillaume Saqueney                 | |
| 1524-1583       | Guillaume de Poupet                | |
| 1583-1601       | Antoine de La Baume de Saint-Amour | |
| XVIIe siècle    |                                    | |
| 1601-1615       | Pierre de Binand                   | |
| 1615-1654       | Claude III d'Achey                 | Archevêque de Besançon de 1637 à 1654 |
| 1654-1659       | Charles-Emmanuel de Gorrevod       | Archevêque de Besançon de 1654 à 1659 |
| 1659-1702       | Jean de Watteville                 | |
| XVIIIe siècle   |                                    | |
| 1702-1714       | Jean-François de Chamillart        | Évêque de Senlis de 1702 à 1714. |
| 1714-1766       | Charles Maurice de Broglie         | |
| 1766-1790       | Joachim-Joseph de La Fare          | |